# トリトリオフィス
有限会社トリトリオフィスは、かつて存在した日本の芸能事務所。主に声優のマネージメントを行っていた。
2015年6月1日、トリアスと合併し、パワー・ライズが設立された。

## かつて所属していた声優

### 男性
| あ行 - 葵海人 - 石川大介（フリー） - 石塚堅 - うすいたかやす（現所属：シグマ・セブン） - 内園順也 - 越後屋コースケ（現所属：ステイラック） か行 - 景浦大輔（現所属：アミュレート） - 菊地慧 - 北山恭祐（フリー） - 後藤啓介（現所属：パワー・ライズ） | さ行 - 佐田直啓（現所属：パワー・ライズ） - 杉野田ぬき（現所属：プロダクション・エース） - 洲崎康弘（現所属：ゆーりんプロ） た行 - 高橋広樹（現所属：B-Box） - 鶴岡聡（現所属：リマックス） - 徳本英一郎（フリー） - 外崎友亮（現所属：アクロス エンタテインメント） な行 - 内藤宏樹（現所属：ジラソーレ代表） - 中澤まさとも （現所属：東京俳優生活協同組合） - 中村悠一（現所属：インテンション） - 西山丈也（引退） - 根来武志（現所属：Lily Production） | は行 - 上別府仁資（現所属：リマックス） - 笛木将也（引退） - 古谷洋（フリー） ま行 - 眞嶋リョウ（フリー） - 松本健太（現所属：東京俳優生活協同組合） - 本橋尚土（フリー） や行 - 矢薙直樹（現所属：フリーマーチ代表、アーティストクルー） - 山口健（OYSプロデュース設立後死去） - 吉村和紘（現所属：キャロットハウス） |

### 女性
| あ行 - あおきさやか（フリー） - アカネ - 阿部彬名（現所属：三木プロダクション） - 岩﨑春奈（フリー） - 伊藤舞子（フリー） - 岩城由奈 - 梅里紗生 - 桜咲千依（フリー） - 大河内澪 - 大橋歩夕（現所属：マウスプロモーション） - 尾崎真実（フリー） か行 - 甲斐田ゆき（フリー） - 夏怜（現所属：アップアンドアップス） - 栗田ひづる（現所属：シグマ・セブン） - 小林桂子（フリー） - 後藤麻衣（現所属：賢プロダクション） | さ行 - さいとうよしえ（現所属：パワー・ライズ） - 西連寺亜希（現所属：グリーンノート） - 佐藤美佳子（現所属：イエローテイル） - 菅原文 - 鈴木茉美（フリー） た行 - 高田初美（現所属：パワー・ライズ） - 竹内仁美（現所属：フトゥールム） - 種﨑敦美（現所属：東京俳優生活協同組合） - 環有希（フリー） - 天神有海（フリー） - 外村茉莉子（フリー） な行 - 中川里江（現所属：ピアレスガーベラ） - 永瀬江美弥 - 穂ノ歌そら - 野々瀬ミオ（フリー） | は行 - 長谷川直子（現所属：パワー・ライズ） - 氷青（現所属：パワー・ライズ） - 文月くん（現所属：パワー・ライズ） ま行 - 南川のりこ - 森樹里（現所属：パワー・ライズ） や行 - 矢吹ゆみ（現所属：アトリエピーチ） - 山田茉莉 - 山村響（現所属：東京俳優生活協同組合） - 雪絵玲那（現所属：SAKI PRODUCTION） |